# 杜比伊夫卡 (舍佩蒂夫卡區)
50°19′26″N 27°19′30″E / 50.32389°N 27.32500°E
杜比伊夫卡（烏克蘭語：Дубіївка），是烏克蘭的村落，位於該國西部赫梅利尼茨基州，由舍佩蒂夫卡區負責管轄，始建於1806年，面積0.97平方公里，海拔高度232米，2001年人口267，人口密度每平方公里2,752.6人。